# Campago
Campago is een bestuurslaag in het regentschap Padang Pariaman van de provincie West-Sumatra, Indonesië. Campago telt 12.164 inwoners (volkstelling 2010).